# Палестинска ослободилачка организација
Палестинска ослободилачка организација (арап. منظمة التحرير الفلسطينية), позната по свом акрониму ПЛО (од енгл. PLO — Palestine Liberation Organization), је организација која је основана 1964. и која се бори за стварање независне палестинске државе.
Створена је на иницијативу Египта и других арапских држава, као кровна организација која је требало да окупи различите палестинске фракције, и у почетку је била под њиховом контролом. Након Шестодневног рата, контролу над организацијом преузимају Јасер Арафат и његов покрет Фатах. Израел и САД су је сматрале терористичком организацијом све до 1991. ПЛО је 1993. признала право Израела на постојање и одбацила тероризам, а Израел је заузврат признао ПЛО као легитимног представника палестинског народа.

## Историја

### Оснивање и прве године (1964—1968)
Стварање кровне организације која би ујединила различите палестинске фракције је била замисао египатског председника Гамала Абдела Насера. Ова замисао је добила подршку на самиту држава Арапске лиге у Каиру у јануару 1964, када су арапске земље гласале за стварање Палестинске ослободилачке организације. Насер је намеравао да држи нову организацију под својом контролом, надајући се да ће она моћи да артикулише и контролише акције неорганизованих палестинских групација, како не би увукле Египат у још један рат пре него што буде спреман. Други разлог је био тај што је Насер био свестан броја палестинских избеглица у Јордану, Сирији и Либану. Та чињеница је указивала на могућност управљања политичким ситуацијама у тим земљама управо преко ПЛО-а. Палестинске групе су се могле користити за ширење Насерове идеје арапског јединства под египатском хегемонијом.
ПЛО је била прва кровна организација свих палестинских групација, чија се особеност састојала у томе што је обезбеђивала политичку и војну координацију по потреби, при чему чланство у овој организацији није подразумевало забрану самосталног деловања организација чланица.
У Јерусалиму је 28. маја 1964. одржана прва Палестинска конференција којој су присуствовала 422 представника Палестинаца, а присутни су били и генерални секретар Арапске лиге, представници Египта и Кувајта, као и краљ Јордана Хусеин. На конференцији је усвојена Палестинска национална повеља, која је представљала једну врсту идеолошког програма саме организације, а поред повеље је усвојен и статут. Статут је предвиђао формирање Палестинског националног савета, који је замишљен као главно политичко тело ПЛО-а, као и Извршног комитета. За првог председника Извршног комитета изабран је Ахмад ел Шукајри, који је и раније сарађивао са Арапском лигом и који је имао Насерову подршку.
Неуспех арапских земаља у Шестодневном рату из 1967. довео је до пораста популарности фадејанске организације Фатах, која је заговарала оружано решење палестинског питања. Смањивање утицаја арапских земаља на ПЛО након Шестодневног рата имало је за последицу смену ел Шукајрија, након чега Фатах постепено преузима контролу над организацијом.

### Владавина Јасера Арафата (1969—2004)
Пораз арапских држава у Шестодневном рату доводи до пораста популарности фадејанских (герилских) група међу Палестинцима. Једна од таквих група је био и Арафатов Фатах. Седам дана након рата, Арафат је прешао реку Јордан и ушао на Западну обалу, где је Фатах успоставио регрутне центре у градовима Хеброн и Наблус. Када је Јахја Хамуда изабран за председника Извршног комитета ПЛО-а, позвао је Арафата да се придружи организацији. Фатаху су припала 33 од 105 места у Извршном комитету.
Битка код Карамеха је додатно учврстила Арафатову популарност. Израелска војска је напала јорданско село Карамех, где се налазило седиште Фатаха. Убијено је око 150 бораца Фатаха и 28 израелских војника. Упркос томе што су имали много веће губитке, Фатах је прогласио победу јер су се израелске снаге повукле након битке. Часопис Тајм је детаљно известио о овој бици, а Арафатова фотографија појавила се на насловној страни издања од 13. децембра 1968.
На састанку Палестинског националног савета у Каиру у фебруару 1969, Јахја Хамуда се повукао са места председника Извршног комитета, а дан касније је на то место изабран Јасер Арафат.
Присуство палестинских бораца на јорданској територији довело је до стварања „државе унутар државе“ и опасно уздрмало власт јорданског краља Хусеина. Хусеин је понудио Арафату да постане премијер Јордана, али је он то одбио. Када је у септембру 1970. Народни фронт за ослобођење Палестине отео пет авиона и разнео три у близини Амана, Хусеин је одлучио да поврати контролу над својом територијом. До краја 1971. јорданска војска је истерала палестинске борце са територије Јордана. Арафат и ПЛО су прво прешли у Сирију, а недуго затим у Либан.
Због слабе централне власти у Либану, ПЛО је на његовој територији деловао као независна држава. Током седамдесетих, ПЛО је извео низ напада против цивилних и војних циљева у Израелу и ван њега. Најпознатији терористички напад у овом периоду извела је организација Црни септембар, која је у Минхену киднаповала и убила 11 израелских спортиста. Црни септембар је, према различитим изворима, био повезан са Фатахом.
ПЛО је учествовао у Либанском грађанском рату, а почетком осамдесетих година је из јужног Либана изводио нападе на израелске цивилне циљеве. Ово је довело до реакције Израела који је прво окупирао јужни Либан до реке Литани, присиљавајући ПЛО да се повуче у Бејрут. Израелске снаге су убрзо опколиле и Бејрут, а снаге ПЛО су уз посредовање САД и европских земаља напустиле Либан и отишле у Тунис.
У децембру 1987. долази до избијања Прве интифаде. У овом периоду јачају и исламистичке групе које су изводиле самоубилачке нападе против цивила, првенствено Хамас и Исламски Џихад.
ПЛО је 15. новембра 1988. прогласио независност Државе Палестине, а Арафат је у говорима од 13. и 14. децембра признао право на постојање Израела и одбацио тероризам у свим облицима, укључујући и државни тероризам. Ово је означило значајан заокрет у циљевима ПЛО-а, од уништења Израела до стварања двије одвојене државе.
Споразум у Ослу је постигнут 20. августа, 1993. а званично потписан на церемонији у Вашингтону 13. септембра, исте године, од стране Јасера Арафата у име Палестинске ослободилачке организације и Јицака Рабина у име Израела. Споразум је предвидео стварање једне Палестинске власти која би преузела одговорност за управу на територији под својом контролом. У Споразуму је предвиђено и повлачење израелских војних снага са подручја будуће Палестинске аутономије — Појаса Газе и Западне обале.
Након избијања Друге интифаде у септембру 2000, поново долази до прекида у преговорима између Израела и Палестинске самоуправе.

### После Арафатове смрти (2004— )
Након смрти Арафата, на чело организације долази Махмуд Абас. Доминантни положај ПЛО-а на палестинским територијама је уздрман 2007, када покрет Хамас добија већину гласова на изборима и преузима контролу над Појасом Газе након серије оружаних сукоба са Фатахом.

## Палестинска национална повеља
Палестинска национална повеља је усвојена 28. маја 1964, а измењена је 1968. након Шестодневног рата, када је Фатах преузео контролу над Палестинском ослободилачком организацијом. Палестина је, према повељи, недељива територијална јединица у границама које је имала током британског мандата. Палестинац је дефинисан Арапин који је живео на подручју Палестине све до 1947, који је и даље ту, или је протеран, као и свако дете чији је отац са тих простора. У повељи се такође наводи да се Јевреји који су живели на територији Палестине до почетка „ционистичке инвазије“ такође сматрају Палестинцима. Подела Палестине и стварање државе Израел су, према повељи, „нелегални без обзира на проток времена“.
Најконтроверзнији делови повеље су они који позивају на оружану борбу и уништење Израела. Статус ових одредби је дуго био нејасан. У писму из 1993. које је Јасер Арафат послао Јицаку Рабину, наводи се да ове одредбе више нису на снази. Палестински национални савет је 1996. усвојио резолуцију којом се предвиђају измене свих одредби које су супротне писмима које су 1993. разменили Арафат и Рабин. С друге стране, Израел је дуго сматрао да ове одредбе нису формално укинуте. Израел је прихватио да су ове одредбе укинуте тек након састанка у Гази 1998, када су палестински званичници у присуству америчког председника Била Клинтона подржали измене повеље. Израелски премијер Бенјамин Нетанјаху је тада издао саопштење у којем је изразио задовољство укидањем одредби које позивају на уништење Израела.

## Председници Извршног комитета ПЛО-а
| # | Председник            | Председник | Од                 | До                 | Рођен/умро                           |
| - | --------------------- | ---------- | ------------------ | ------------------ | ------------------------------------ |
| 1 | Ахмад ел Шукајри      |            | 10. јун 1964.      | 24. децембар 1967. | 1. јануар 1908 — 26. фебруар 1980.   |
| 2 | Јахја Хамуда          |            | 24. децембар 1967. | 2. фебруар 1969.   | 1908—2006.                           |
| 3 | Јасер Арафат Абу Амар |            | 4. фебруар 1969.   | 11. новембар 2004. | 24. август 1929 — 11. новембар 2004. |
| 4 | Махмуд Абас Абу Мазен |            | 11. новембар 2004. | —                  | 26. март 1935. —                     |